# برايان نيكولاس
برايان نيكولاس (بالإنجليزية: Brian Nicholas)‏ (20 أبريل 1933 في المملكة المتحدة - ) هو مدرب كرة قدم ولاعب كرة قدم بريطاني في مركز نصف الجناح. لعب مع تشيلسي وكوفنتري سيتي وكوينز بارك رينجرز ورجبي تاون.

## وصلات خارجية
- برايان نيكولاس على موقع قاعدة بيانات كرة القدم.إي يو (الإنجليزية)